# Абд ар-Рахман ібн Катір аль-Лахмі
Абд ар-Рахман ібн Катір аль-Лахмі (*араб. عبد الرحمن بن كثير اللخمي д/н — 747) — валі Аль-Андалуса з жовтня 746 до січня 747 року.

## Життєпис
Походив з єменських арабів. Про місце народження нічого невідомо. Стосовно діяльності Абд-ар-Рахмана відомо замало. Після смерті у жовтні 746 року валі Туваби ібн-Салами розпочалася війна між сирійськими та єменськими арабами, а також берберами. У результаті владу захопив представник єменських кланів — Абд ар-Рахман ібн-Катір аль-Лахмі.
Втім з цим не погодилися інші мусульмани Піренейського півострова. У результаті запекла боротьба точилася до січня 747 року, коли Абд-ар-Рахман загинув або помер від хвороб. Наступником став Юсуф ібн Абд-ар-Рахман аль-Фіхрі.